# Faux-bourdon
Ne pas confondre avec le faux bourdon (qui s'écrit sans trait d'union), l'abeille mâle.
Le faux-bourdon, est un procédé d'improvisation consistant en l'adjonction de deux (ou parfois trois) voix, à l'origine parallèles à une mélodie préexistante, souvent de plain-chant. De nos jours, certains musicologues considèrent qu'il reste une forme de plain-chant, en dépit de sa nature différente du plain-chant monodique ou à l'unisson. C'est en effet une forme ancienne d'harmonisation du plain-chant : cette pratique a ainsi donné naissance à un genre musical spécifique.

## Caractéristique musicologique
Il est possible que le faux-bourdon soit né sous influence de l'organum parallèle et surtout du gymel — à cause de l'utilisation presque exclusive des consonances imparfaites (la tierce et la sixte, par rapport à la basse). Le cantus firmus — c'est-à-dire le fragment syllabique de plain-chant — est souvent placé à la basse ou à la voix intermédiaire de l'édifice.
Ses notations étaient très variées, ancienne ou moderne. Néanmoins, surtout en Italie et en Espagne, la façon de la notation mixte était respectée. La voix du plain-chant, mélodie initiale et placée soit à la basse soit au ténor, demeurait toujours en notation carrée alors que d'autres parties étaient imprimées en notation moderne ou mesurée. En France, un seul compositeur, Jean Maillard, conservait ce style. Dans cette manière, le faux-bourdon restait plain-chant.
Même si à l'époque, la notion d'accord n'existait pas encore, on peut analyser le faux-bourdon comme un accord de sixte se déplaçant sur les différents degrés de l'échelle musicale.
Le terme s'emploie parfois pour indiquer l'harmonisation ou le style de la composition selon cette façon, sans base du cantus firmus. Ainsi, il se trouve dans des œuvres de Guillaume Dufay au XVe siècle ainsi qu'au XVIIe siècle de Henry Du Mont, de Marc-Antoine Charpentier, de Michel-Richard de Lalande. Même au XIXe siècle, le faux-bourdon inspira quelques compositeurs contemporains tels Felix Mendelssohn, Franz Liszt, Richard Wagner. Surtout, en tant que fidèle catholique, Liszt cherchait à composer ses œuvres canoniques justifiées par les pratiques traditionnelles, en soutenant la restauration du chant grégorien.

## Définition
Un spécialiste du faux-bourdon, Philippe Canguilhem à l'université Toulouse II, présente son critère afin de distinguer les quatre catégories musicales, à la base des règlements de la chapelle de Philippe II d'Espagne, établis à la fin du XVIe siècle, puis adoptés et développés par Félix Danjou au XIXe siècle :
1. dans le plain-chant, il n'y a qu'une seule partie et toutes les valeurs sont égales.
2. dans le faux-bourdon, il y a ordinairement uniformité de valeurs comme dans le plain-chant, mais il y a quatre parties différentes.
3. dans le contrepoint, au contraire, il n'y a que deux parties, la basse et le dessus, mais les valeurs sont inégales, à peu près comme dans la musique, quoiqu'elles se répondent parfaitement d'une partie à l'autre, note contre note, nombre contre nombre.
4. dans la musique, il y a tant de parties que l'on veut (ordinairement quatre) lesquelles sont toutes fort inégales entre elles, et ne répondent, dans leur mesures ou valeurs, qu'à l'uniformité du battement.

## Terminologie
Selon le Dictionnaire historique de la langue française, le mot bourdon apparut vers 1210 en désignant un insecte, puis vers 1280 un instrument de musique. Le terme faux-bourdon s'employa dans le domaine musical vers 1450, en tant qu'« une forme du plain-chant » et, aujourd'hui, « une harmonisation de chant d'église (chant en faux-bourdon) ».
La confusion ou hésitation restait toutefois continuellement. Ainsi, le théoricien Antoine Parran ne distingua pas, en 1639, le faux-bourdon du contrepoint. Pour certains, le faux-bourdon et le contrepoint simple étaient synonymes. En effet, parfois les notateurs utilisaient les petits points au lieu de notes carrées, pour les trois parties. Dans ce cas, les notes ne s'employaient que pour le cantus firmus.
On l'appelait également, fleurtis, machicotage, chant sur le livre, (voir les documents de la cathédrale de Rodez au-dessous, 1655 et 1743), chant à double note, déchant. La forme latine n'existe pas, à l'exception de ce dernier, discantus. Il est probable que le terme quatre bourdons employé par les maîtres de chapelle de Rodez était encore faux-bourdon.
Au regard de l'étymologie, en 1867, Louis-Marie Chastain donna certes une explication dans son livre : « De fauces est venu le mot français faucet qu'on écrit aussi fausset, nom qui caractérise les sons qu'un homme produit quand il veut imiter la voix d'une femme ou d'un enfant. Le jeu d'orgues appelé bourdon a servi de terme de comparaison, pour caractériser les voix les plus graves. Le mot composé faux-bourdon signifie donc : un chant qui réunit les voix aiguës aux voix graves. » Mais il faut trouver des manuscrits les plus anciens accompagnés de la notation sûre, car l'origine de celui-ci reste encore obscure.
Le TLFi définit le faux-bourdon comme un « plain-chant où la basse forme le chant principal ».

## Histoire

### Cantus firmus

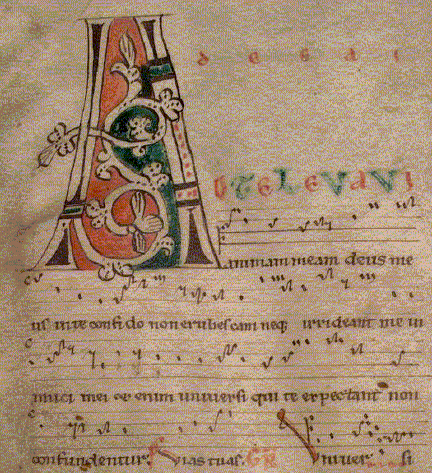
Dans ce manuscrit Graduel de Bellelay au XIIe siècle, le chant grégorien demeurait mélodique et rythmique.

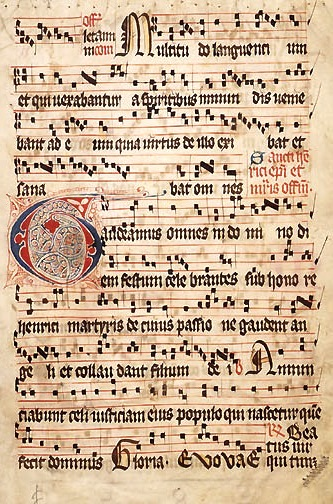
Graduel Aboense, vers 1400. Cette notation à gros carrés fut banalisée au XVe siècle, à la suite de l'augmentation du format des livres de chant.

Le faux-bourdon est un chant parfaitement homophonique, à la base du cantus firmus. Pourtant, ce dernier n'existait qu'à partir de la Renaissance. Auparavant, le chant grégorien était essentiellement constitué de deux formes successives : une forme syllabique avec ses paroles suivie d'une forme mélismatique. À savoir, « Ligne de la parole, d'abord, ligne de la musique ensuite ». Mais, ce chant fut transformé en chant simple, après le Moyen Âge.
D'une part, la notation carrée sur les quatre lignes fut définitivement adoptée au XIIIe siècle. Puis, les notes à gros carrés, celles du cantus firmus, remplacèrent les anciennes au XVe siècle. Aussi la caractéristique propre du chant grégorien fut-elle désormais perdue. D'autre part, le chant grégorien devint quasiment chant syllabique telle l'Édition médicéenne, après être considérablement critiqué par le mouvement de la Renaissance puis la réforme protestante. Par exemple, le premier livre de chant anglican The book of Common praier noted (Le livre de la prière commune, noté) sorti en 1550 se consistait en effet essentiellement des chants syllabiques, bien que la plupart de mélodies aient été choisies dans le répertoire du chant grégorien. C'est la raison pour laquelle le faux-bourdon ressemble finalement au livre de chant des Luthériens.
Ainsi est-il probable que le faux-bourdon naquit à la suite de la Renaissance, quoique l'histoire de la polyphonie remonte d'abord au IXe siècle, la Musica enchiriadis, puis au XIIIe siècle, à savoir l'époque de l'École de Notre-Dame de Paris. Car l'optique et la caractéristique du faux-bourdon étaient différentes de celles-ci, et le faux-bourdon ne fut jamais condamné par le Vatican, grâce à sa composition homophonique,.

### Naissance
Certes, le terme apparut pour la première fois dans une série de sources musicales italiennes, copiées entre 1430 et 1480. Cependant il faut être attentif, car il existe une considérable indétermination pour cette façon musicale, si le document n'est pas accompagné de notation, notamment avant 1600.
Une particularité se trouve dans les œuvres de Guillaume Dufay († 1474). Au contraire de la tendance de l'époque, la musique telles les pièces de Gilles Binchois, ce compositeur choisissait parfois le faux-bourdon, par exemple Kyrie à 3 voix. Il s'agissait néanmoins des faux-bourdons mélismatiques avec le chant de base au soprano, et donc ils étaient différents de ceux que le Saint-Siège autoriserait en 1600, à la base du plain-chant.
L'une des premières publications remarquables du livre de chant du faux-bourdon fut effectuée à Caen en 1582, chez Bénédic Macé. Il s'agit de l'Instruction pour apprendre à chanter à quatre parties, selon le Plain chant, les Pseaumes, & Cantiques : ensemble les Antiphones, & Pneumes, qui se chantent ordinairement aux Eglises, suyvant les huict tons usitez en icelles. Cette publication était si importante, car ses notations assurent certainement l'existence du faux-bourdon dans ce siècle, malgré l'absence du terme faux-bourdon. Et il n'existe que trois autres imprimés musicaux français et exacts, aux XVIe et XVIIe siècles.
Contrairement, au XVIIe siècle, l'ambiguïté restait encore. Si une procession lors de la fête de Sainte Cécile fut exécutée à Reims en 1612 avec un psaume « en faubourdon ou contre-pointz de musicque », faute de notation, il est difficile à rétablir ce qui concernait. De même, en 1645, une autre procession tenue à Saint-Chamond manque de notation, en dépit de son document en détail, « les aultres confrères chantoyent en musique ou faux bourdon le respons Operi Domine ».

### Appréciation du roi Henri III
Sous le règne du roi de France Henri III († 1589), tout comme les monastères, la Chapelle royale respectait les offices de la liturgie des Heures auxquels le souverain assistait à partir de 5 heures du matin. Mais surtout, les musiques sacrées contemporaines lui plaisaient : « les chants & les tons en faux bourdon & musique, que Sa Majesté trouve les plus devotieux & les plus agreables, pour les chanter plus souvent que les autres ». Il s'agit de l'un des premiers personnages importants qui vénéraient cette nouvelle façon. Cette réforme liturgique à la base du rite romain et en faux bourdon était importante, car tant Henri IV que Louis XIII suivirent la pratique d'Henri III établie en 1587 à la Chapelle royale, sans modification majeure.

### Autorisation du Saint-Siège

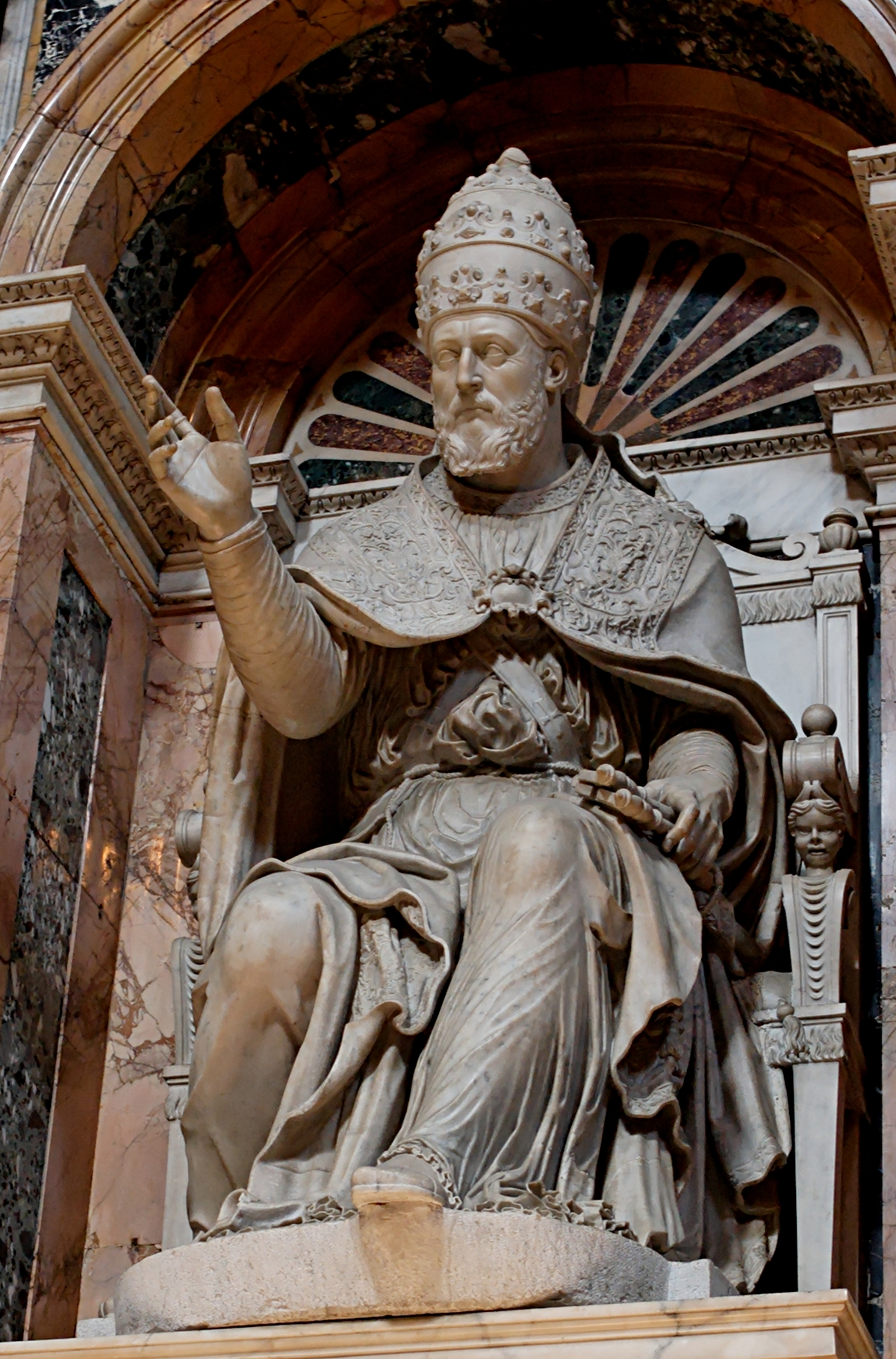
Avec son cérémonial, le pape Clément VIII autorisa formellement le faux-bourdon pour la célébration des fêtes, en 1600.

L'usage du faux-bourdon dans la liturgie fut officiellement confirmé en 1600, par le premier cérémonial de l'Église, Cæremoniale episcoporum jussu Clementis VIII, Pont. Max. novissime reformatun, omnibus Ecclesiis, præcipea autem Metropolitanis, cathedralibus & collegiatis perutile ac necessarium, sorti par le pape Clément VIII, à la suite du concile de Trente. Dans ce grand document, le chant liturgique par excellence était le chant grégorien, mais à cette époque-là, dit le plain-chant. Le faux-bourdon, quant à lui, était admis en certaines catégories de fêtes, notamment lors de l'exécution des psaumes des vêpres, pour les hymnes ainsi que quelques antiennes, en raison de sa simple harmonie à quatre voix, en écriture homophone,.
Donc, si les religieux ou musiciens mentionnaient ces musiques liturgiques en faux-bourdon après 1600, on peut considérer qu'il s'agit du faux-bourdon propre.
Cette autorisation pour les fêtes était connue en France, depuis l'usage de ce cérémonial dès 1615, puis notamment la publication à Paris en 1633. Nonobstant, il s'agissait d'un livre dispendieux et inabordable aux paroisses. En conséquence, Bartolomeo Gavanti publia en 1630 à Venise le Thesaurus sacrorum rituum, seu Commentaria in rubricas Missalis et Breviarii romani, une version plus accessible, afin d'améliorer la connaissance du cérémonial. Dorénavant, le faux-bourdon pour la gravité des fêtes était fréquemment adopté auprès des paroisses. Le Thesaurus de Gavanti manquait cependant de notation musicale. C'est la raison pour laquelle chaque église devait éditer son propre règlement, selon les vœux de Clément VIII.

### Manière de la gravité

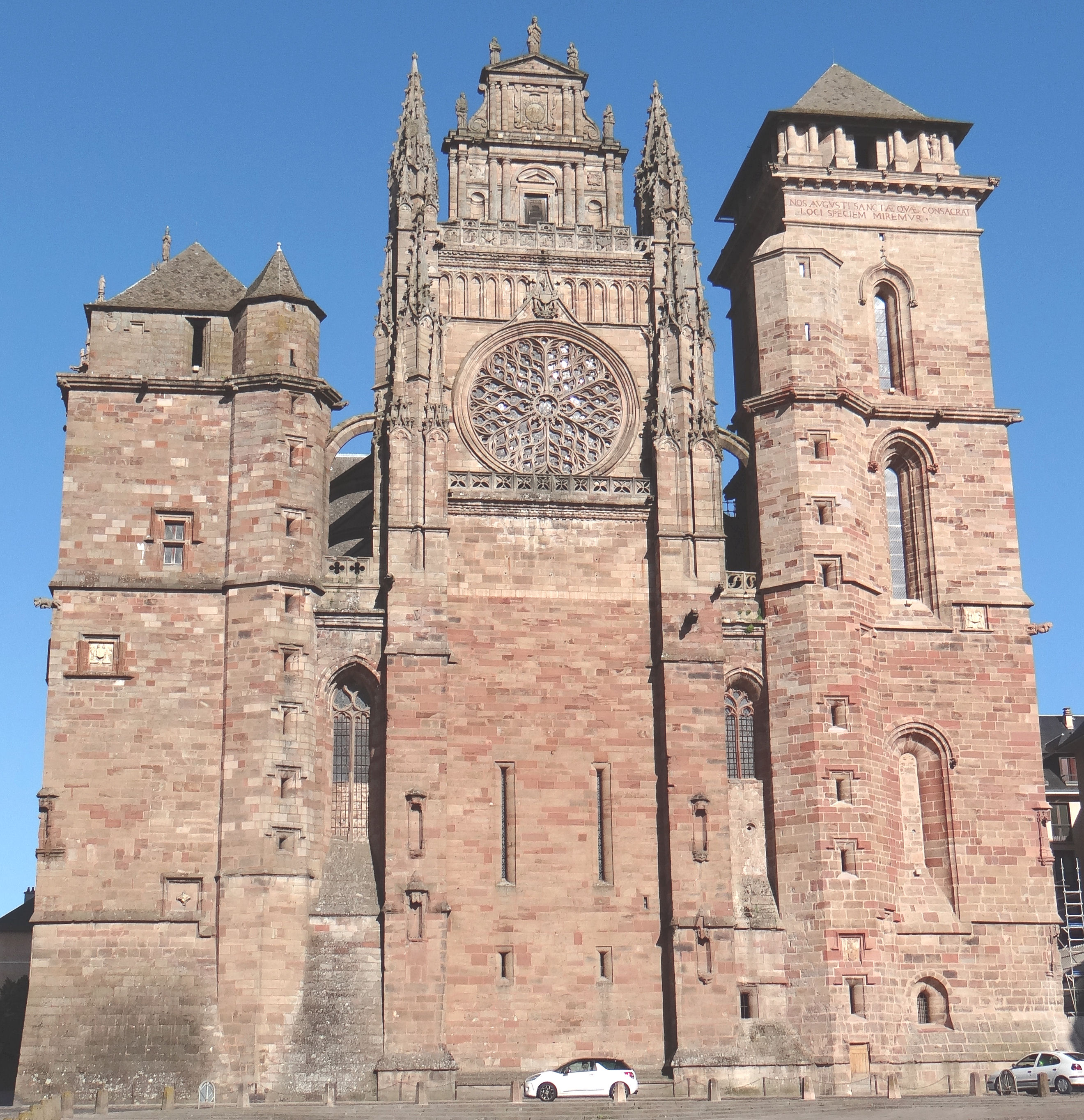
Auprès de la cathédrale de Rodez, l'hymne O salutaris hostia était toujours chantée en faux-bourdon aux.

L'un des premiers témoins de cette façon, solennité, se trouve auprès de la cathédrale de Troyes. Il s'agit d'un règlement effectivement détaillé et établi en 1630 selon lequel, ainsi, aux premières vêpres, l'organiste devait « toucher l'orgue au Ve psalme du ton de la Ve antienne, verset au verset avec le chœur qui répond en faux-bourdon ; [il] doit toucher l'hymne, et le chœur répond... ».
La cathédrale Notre-Dame de Rodez conserve excellemment ceux qui concernaient entre les XVIIe et XVIIIe siècles. D'après ces documents, le faux-bourdon était toujours exécuté,. En 1632, le maître Pierre Guaydon écrivit simplement qu'il « faira chanter la musique toutes les festes chomables, doubles et semi doubles et chanter l'hymne O Salutaris hostias à l'adoration du St. Sacrement tous les jours en faux bourdon. » Puis, Julien de Villemenque précisa en 1655 :

« ... chanter la musique toutes les festes chomables et doubles tant à la grande messe qu'à vespres et encore les semidoubles à la grande messe ; et chanter l'hymne O salutaris hostias, en faux bourdon et les dimanches de festes chomables faire chanter sur le livre le second Introït de la messe, le second Alleluia, les Offertoires en cas l'orgue ne pourra pas et à la post communion, toutes les festes de quattre bourdons faire chanter […] les secondes antiennes de vespres et le Magnificat et les motets accoutumés. »

En 1743, lorsque Jean-Jacques Nochez arriva de Paris, le contrat fut renouvelé, mais modifié légèrement :

« ... toutes les festes chaumables canoniales et double tant à la grande messe, et chanter l'hymne O salutaris hostias en faux bourdon les dimanches et festes chomables, faira chanter sur le livre le second Introït de la messe, le second Alleluya, l'offertoire, et la post communion, en cas l'orgue ne joue pas ; aux festes des quatre bourdons faira chanter les secondes antiennes de vêpres le magnificat et les motets acoutumez ; comme aussy faira chanter aux processions générales, actions de grâce et autres actions extraordinaires, tant dans la cathédrale que ailleurs lorsque le chapitre y sera. »

À Poitiers aussi, un contrat, effectivement plus détaillé, avait été signé par François Pain pour son engagement auprès de l'église Saint-Hilaire le Grand, le 12 février 1695. Le faux-bourdon était toujours réservé aux célébrations solennelles, telle la musique, c'est-à-dire la polyphonie.
La particularité du faux-bourdon se trouve fréquemment dans sa notation. En effet, au contraire du répertoire des chants polyphoniques, celui du faux-bourdon était souvent imprimé en manière du plain-chant, c'est-à-dire en notation carrée noire sur quatre lignes,. C'était notamment le cas des manuscrits de Poitiers.

### Modes du faux-bourdon
En 1750, dans son livre Traité théorique et pratique du plain-chant appelé Grégorien, l'abbé Léonard Poisson précisait les modes employés auprès de la cathédrale Notre-Dame de Paris. Cette dernière avait commencé à chanter les grandes antiennes « Ô » de l'Avent en faux-bourdon :

« En effet les meilleurs symphonistes conviennent qu'il n'est pas possible de donner de bons accords au Faux-bourdon dans le troisième & le quatrième Mode. Pour plaire davantage, ou plustôt, pour moins déplair à l'oreille, dans les Églises célèbres, comme Notre-Dame de Paris, on chante un Psaume ou un Cantique du septième Mode pour une Antienne du quatrième, comme le jour de la SS, Trinité à Magnificat. Si le chant du Cantique fait quelque plaisir à l'oreille, la reprise de l'Antienne la choque rudement, n'ayant plus aucune analogie avec la Psalmodie. De même pour rendre plus sonore le chant du Cantique Magnificat des Antiennes O de l'Avent, on chante le Faux-bourdon du premier Mode ou du huitième ; (en 1748, à Notre-Dame de Paris on a chanté du premier Mode, & en 1749, on a chanté du huitième ; ce qui prouve qu'il n'y a encore rien de fixe) ce qui fait paroître ensuite le chant de l'Antienne languissant & presque sans ame. »

La bibliothèque municipale de Poitiers possède un grand nombre de processionnaux imprimés entre 1771 et 1782, sous l'autorité de l'évêque de Poitiers Martial-Louis de Beaupoil de Saint-Aulaire. Dans la version 1771, il fallait que le cantique de Moïse Cantemus Domino pour la procession du 7 septembre soit chanté « en faux-bourdon... du 1 en A ».
En 1774, à savoir trois ans plus tard, le même cantique pour le même jour fut chanté, selon la notation de cette version, avec le ton pérégrin, et non le premier ton. Donc, il est évident que les modes du faux-bourdon n'étaient pas normalisés. Il s'agit d'une nature instable. De plus, on s'aperçoit que les tons du psalmodie traditionnel avaient tendance à disparaître dans un certain nombre de faux-bourdons, après 1750.

### Déclin du faux-bourdon auXIXesiècle
Il est vrai qu'au début du XIXe siècle, le faux-bourdon conservait sa fonction dans la liturgie, et était encore officiellement autorisé et apprécié. Ainsi, en 1837, le Grand-séminaire de Beauvais sortit un livre de chant Psaumes des dimanches et des fètes (sic) solennelles, en faux-bourdons, à l'usage des maisons d'éducation, des écoles de chant, et des paroisses. On exprimait dans la préface qu'« Il n'est personne qui ne connaisse l'effet magnifique des psaumes chantés en Faux-Bourdons ».
- partition de l'Ecce panis angelorum, pratiquée à la cathédrale de Rouen (1849) : [partition en ligne (pages suivantes)]

Toutefois, à la deuxième moitié de ce siècle, le faux-bourdon fut très rapidement remplacé par l'accompagnement de l'orgue. Désormais, le faux-bourdon devint définitivement archaïque :

« La seconde moitié du siècle passé a vu modifier tout cela. Tandis que, dans les grandes églises, l'usage du faux-bourdon diminue de plus en plus, l'invention de l'harmonium a partout répandu l'habitude de l'accompagnement. »

— Amédée Gastoué, Traité de l'harmonisation du chant grégorien, sur un plan nouveau (1910).
À cette époque-là, la restauration du chant grégorien authentique était pareillement avancée. Louis-Marie Chastain écrivit en 1867 :

« Quoi qu'il en soit, de nos jours encore on trouve des restes de ce chant sur le livre qui n'a pas peu contribué à défigurer le chant Grégorien, en lui donnant de fausses basses et en introduisant des altérations de notes, telles que le sol dièse et bien d'autres autorisées et même conseillées dans plus d'une méthode de plain-chant. »

— Essai sur la tradition du chant ecclésiastique depuis saint Grégoire (1867)

### Franz Liszt et faux-bourdon
Une activité méconnue de Franz Liszt était son étude du chant grégorien. De plus, le compositeur souhaitait que ses œuvres religieuses soient officiellement admises par les autorités catholiques. Avant de commencer à les composer, il n'hésita pas non seulement à contacter les prélats influents et l'abbé Dom Prosper Guéranger de Solesmes mais aussi à acquérir un grand nombre de manuscrits et copies ainsi que de livres religieux. Il est certain que le compositeur s'intéressait au faux-bourdon. Ainsi, dans le cahier N4, quatre versions copiées du Magnificat dont trois manuscrits en faux-bourdon se trouvent, actuellement conservées au Goethe-und-Schiller-Archives de Weimar. En outre, inspiré du De profundis en faux-bourdon, il avait écrit le Psaume instrumental pour piano et orchestre, déjà vers 1835.
Il est donc normal que fût principalement utilisée dans ses pièces de la musique sacrée la mélodie grégorienne. Certes celle-ci était parfois harmonisée. Néanmoins, il était fortement conscient de la dimension monodique de ce chant s'opposant à l'harmonisation. En fait, il ne donna au chœur à quatre voix qu'un chant final quasiment à l'unisson, diatonique et en plain-chant, et non faux-bourdon ni polyphonie, pour la dernière pièce Decorata novo flore de l'oratorio La légende de sainte Élisabeth, composé dès 1857 à 1862 et dédié à la patronne de la Hongrie.

### Confirmation du pape Pie X
Dans certains cas, la pratique du faux-bourdon demeurait jusqu'au concile Vatican II. Ainsi en 1903, le nouveau pape Pie X, restaurateur du chant grégorien au sein du Saint-Siège, admettait encore celui-ci dans son motu proprio Inter pastoralis officii sollicitudines : « Il sera permis néanmoins, dans les grandes solennités, d'alterner le chant grégorien du chœur avec ce qu'on appelle les faux-bourdons ou versets de même genre convenablement composés ».

## De nos jours
Concernant le contexte liturgique, le faux-bourdon est aujourd'hui en dehors de l'usage. En effet, la réforme du Vatican II apprécie la fonction de l'orgue pour aider la liturgie auprès des églises et des paroisses de petite taille, notamment lors de la célébration en grégorien, alors que le faux-bourdon ne possède pas de cette qualité.
Le faux-bourdon reste toutefois pratiqué par certaines schola en paroisses traditionnelles, comme par exemple la Schola Sainte Cécile à Paris ou la Schola Vesperis à Lyon.
D'ailleurs, les études approfondies, selon la sémiologie et à la base des neumes anciens, établirent à la deuxième moitié du XXe siècle les caractéristiques authentiques du chant grégorien : rythmique, mélodique ainsi que fréquemment très orné, et non plain-chant. En outre, la mélodie initiale avait théologiquement été composée, à savoir, parfaitement adaptée aux sens de paroles de Dieu, mot à mot. Donc, il faut que ce chant soit absolument exécuté en tant que monodie.
Toutefois, quelques groupes vocaux tels l'Ensemble Binchois, Vox Cantoris, Organum, Greg'Orian, Les Paraphonistes continuent encore à soutenir cette tradition musicale.

## Œuvres célèbres
- Guillaume Dufay (vers 1400–† 1474) : hymne Ave Maris stella[71]

Il est possible que des œuvres en faux-bourdon du Dufay fussent une transition entre l'origine qui reste encore obscure, mais vraisemblablement des pièces primitives tel le gymel, et la forme liturgique en tant que plain-chant à partir du XVIe siècle. Dans cette hymne Ave Maris stella, le compositeur respectait toutefois la tradition, à savoir alternance entre le chant syllabique et la mélodie mélismatique (partition au-dessous), « Ligne de la parole, d'abord, ligne de la musique, ensuite ». Par conséquent, les strophes I, III, V et VII demeurent plain-chant alors que Dufay ne composa que les IIe, IVe et VIe.

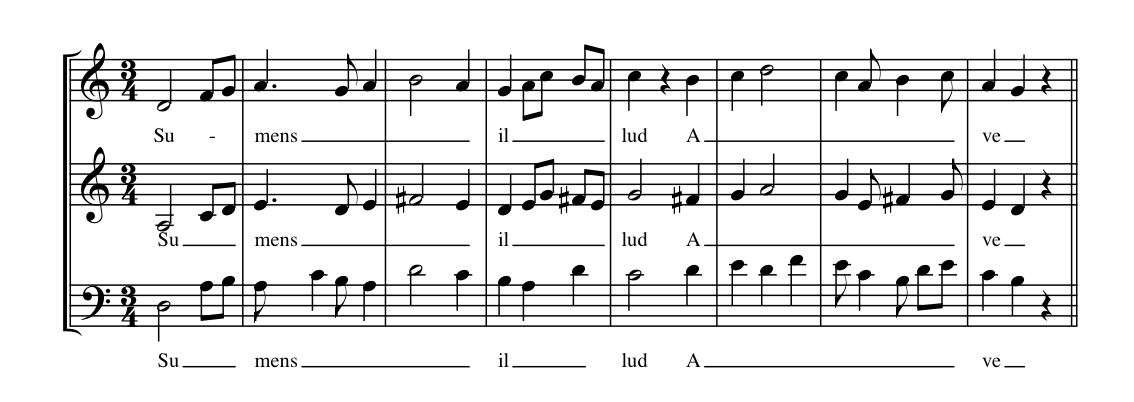
Début de strophe II en faux-bourdon.

- Franz Liszt (1811 - † 1886) : Danse macabre, S. 126 (1849, 1859, publiée 1865)

En comprenant profondément, selon ses études, que l'harmonisation du chant grégorien est vraiment difficile en raison de sa caractéristique monodique forte, Liszt écrivit enfin une version instrumentale du faux-bourdon, comme paraphrase du Dies iræ. Dans ces premières mesures, l'orchestre présente le cantus firmus.

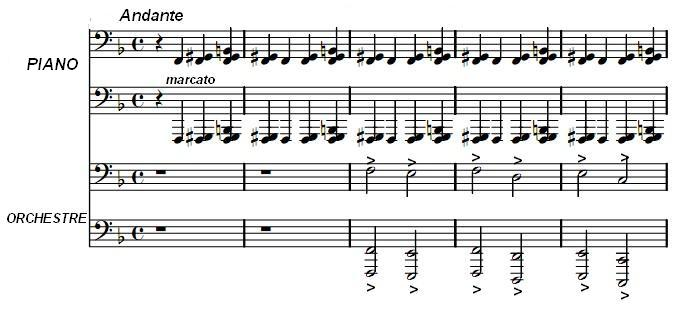